# Danh sách tập phim Little Busters!
Một bộ chuyển thể TV anime dài 26 tập, do J.C.Staff sản xuất, đạo diễn bởi Yoshiki Yamakawa, được lên sóng ở Nhật Bản trên kênh Tokyo MX trong thời gian từ ngày 6 tháng 10 năm 2012 đến 6 tháng 4 năm 2013. Hãng Crunchyroll cũng cho phát trực tuyến với phụ đề tiếng Anh.

## Little Busters!
| #   | Title                                                                                         | Ngày phát sóng gốc   |
| --- | --------------------------------------------------------------------------------------------- | -------------------- |
| 01  | "Chīmu Mei wa...Ritoru Basutāzu da" (チーム名は…リトルバスターズだ)                           | 6 tháng 10 năm 2012  |
| 02  | "Kimi ga Shiawase ni Naru to, Watashi mo Shiawase" (君が幸せになると、私も幸せ)               | 13 tháng 10 năm 2012 |
| 03  | "Kawaii Mono wa Suki da yo, Watashi wa" (可愛いものは好きだよ、私は)                          | 20 tháng 10 năm 2012 |
| 04  | "Shiawase no Hidamari o Tsukuru no desu" (幸せのひだまりを作るのです)                         | 27 tháng 10 năm 2012 |
| 05  | "Nakushimono o Sagashi ni" (なくしものを探しに)                                               | 3 tháng 11 năm 2012  |
| 06  | "Mitsukeyō Suteki na Koto" (みつけよう すてきなこと)                                          | 10 tháng 11 năm 2012 |
| 07  | "Sate, Watashi wa Dare Deshō?" (さて、わたしは誰でしょう?)                                    | 17 tháng 11 năm 2012 |
| 08  | "Rettsu, Rukkingu Fō Rūmumeito nano desu" (れっつ、るっきんぐふぉーるーむめいとなのです)      | 24 tháng 11 năm 2012 |
| 09  | "Gakushoku o Sukue!" (学食を救え)                                                             | 1 tháng 12 năm 2012  |
| 10  | "Sora no Ao Umi no Ao" (空の青 海のあを)                                                      | 8 tháng 12 năm 2012  |
| 11  | "Horā No Ryo Taikai" (ホラー・NO・RYO大会)                                                    | 15 tháng 12 năm 2012 |
| 12  | "Mugen ni Tsuzuku Aoi Sora o" (無限に続く青い空を)                                            | 22 tháng 12 năm 2012 |
| 13  | "Owari no Hajimaru Basho e" (終わりの始まる場所へ)                                            | 5 tháng 1 năm 2013   |
| 14  | "Dakara Boku wa Kimi ni Te o Nobasu" (だからぼくは君に手をのばす)                             | 12 tháng 1 năm 2013  |
| 15  | "Muhyossu, Saikō da ze" (ムヒョッス、最高だぜ)                                                | 19 tháng 1 năm 2013  |
| 16  | "Sonna Me de Minai de" (そんな目で見ないで)                                                   | 26 tháng 1 năm 2013  |
| 17  | "Dareka ni Soba ni Ite Hoshikattan da" (誰かにそばにいて欲しかったんだ)                       | 2 tháng 2 năm 2013   |
| 18  | "Kotae wa Kokoro no Naka ni Arun da" (答えは心のなかにあるんだ)                               | 9 tháng 2 năm 2013   |
| 19  | "Kitto, Zutto, Ganbaru no desu" (きっと、ずっと、がんばるのです)                              | 16 tháng 2 năm 2013  |
| 20  | "Koiwazurai o Iyase" (恋わずらいをいやせ)                                                     | 23 tháng 2 năm 2013  |
| 21  | "50 Nōtikaru Mairu no Sora" (50ノーティカルマイルの空)                                        | 2 tháng 3 năm 2013   |
| 22  | "Watashi, Kanarazu Modotte Kimasu" (わたし、必ず戻ってきます)                                 | 9 tháng 3 năm 2013   |
| 23  | "Anata no Taisetsu na Mono no Tame ni" (あなたの大切なもののために)                           | 16 tháng 3 năm 2013  |
| 24  | "Rin-chan ga Shiawase nara Watashi mo Shiawase dakara" (鈴ちゃんが幸せならわたしも幸せだから) | 23 tháng 3 năm 2013  |
| 25  | "Saigo no Hitori" (最後のひとり)                                                              | 30 tháng 3 năm 2013  |
| 26  | "Saikō no Nakamatachi" (最高の仲間たち)                                                       | 6 tháng 4 năm 2013   |
| OVA | "Sekai no Saitō wa Ore ga Mamoru!" (世界の斉藤は俺が守る!)                                    | 28 tháng 8 năm 2013  |

## Little Busters! Refrain
| No. | Title                                                      | Original airdate     |
| --- | ---------------------------------------------------------- | -------------------- |
| 01  | "Sore wa Totsuzen Yatte Kita" (それは突然やってきた)       | 5 tháng 10 năm 2013  |
| 02  | "Sono Toki mo Ame ga Futte Ita" (そのときも雨が降っていた) | 12 tháng 10 năm 2013 |
| 03  | "Zutto Koko ni Itakatta" (ずっとここにいたかった)          | 19 tháng 10 năm 2013 |
| 04  | "Riki to Rin" (理樹と鈴)                                   | 26 tháng 10 năm 2013 |
| 05  | "Saigo no Kadai" (最後の課題)                              | 2 tháng 11 năm 2013  |
| 06  | "Tōbō no Hate ni" (逃亡の果てに)                           | 9 tháng 11 năm 2013  |
| 07  | "Gogatsu Jū-san-nichi" (5月13日)                           | 16 tháng 11 năm 2013 |
| 08  | "Saikyō no Shōmei" (最強の証明)                            | 23 tháng 11 năm 2013 |
| 09  | "Tomo no Namida" (親友の涙)                                | 30 tháng 11 năm 2013 |
| 10  | "Soshite Ore wa Kurikaesu" (そして俺は繰り返す)            | 7 tháng 12 năm 2013  |
| 11  | "Sekai no Owari" (世界の終わり)                            | 14 tháng 12 năm 2013 |
| 12  | "Onegaigoto Hitotsu" (お願いごとひとつ)                    | 21 tháng 12 năm 2013 |
| 13  | "Ritoru Basutāzu" (リトルバスターズ)                       | 28 tháng 12 năm 2013 |

## Little Busters! EX
| No. | Title                                                        | Original release date |
| --- | ------------------------------------------------------------ | --------------------- |
| 01  | "Chōhōin Tokido Saya" (諜報員 朱鷺戸沙耶)                    | 29 tháng 1 năm 2014   |
| 02  | "Meikyū no Futari" (迷宮の二人)                              | 26 tháng 2 năm 2014   |
| 03  | "Yami no Shikkō-bu" (闇の執行部)                             | 26 tháng 3 năm 2014   |
| 04  | "Itsuka, Doko ka de…" (いつか、どこかで…)                    | 23 tháng 4 năm 2014   |
| 05  | "Sasami, Neko ni Naru" (佐々美、猫になる)                    | 27 tháng 5 năm 2014   |
| 06  | "Dareka ga Negatta Chiisa na Sekai" (誰かが願った小さな世界) | 24 tháng 6 năm 2014   |
| 07  | "Kanata no Himitsu" (佳奈多の秘密)                           | 30 tháng 7 năm 2014   |
| 08  | "Bokutachi no Kizuna" (僕たちの絆)                           | 30 tháng 7 năm 2014   |